# هاينريش فاسبندر
هاينريش فاسبندر (بالألمانية: Heinrich Fassbender ) (و. 1884 – 1970 م) هو فيزيائي، وأستاذ جامعي من ألمانيا . ولد في فرانكفورت.
توفي في إرلنغن ، عن عمر يناهز 86 عاماً.

## مناصب وهيئات
أدار جامعة برلين للتكنولوجيا.